# Mount Jason
Mount Jason är ett berg i Antarktis. Det ligger i Östantarktis. Nya Zeeland gör anspråk på området. Toppen på Mount Jason är 1 920 meter över havet, eller 421 meter över den omgivande terrängen. Bredden vid basen är 15,4 km.
Terrängen runt Mount Jason är bergig åt sydost, men åt nordväst är den kuperad. Mount Jason ligger uppe på en höjd som går i öst-västlig riktning. Trakten är obefolkad. Det finns inga samhällen i närheten.